# Lotos Petrobaltic

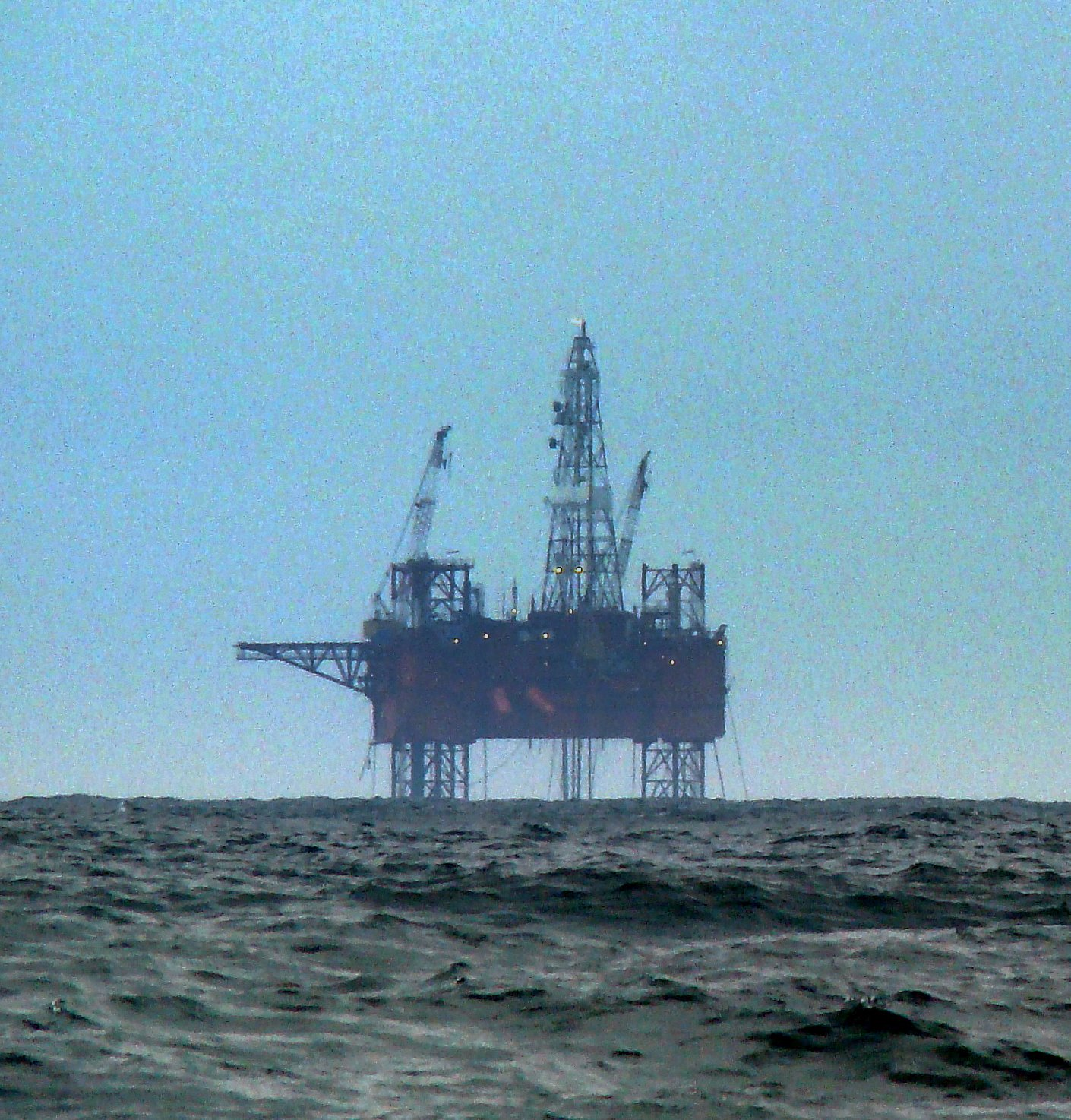
BalticBeta, olieplatform van Petrobaltic.

Petrobaltic is een Poolse oliemaatschappij die bekend werd door de ontdekking van het verdwenen nazi vliegdekschip Graf Zeppelin.

## Geschiedenis
Het bedrijf werd opgericht in november 1990. Op 1 januari 1999 werd het omgevormd tot een Besloten Vennootschap met als enige aandeelhouder de staat. Tegenwoordig is 69% in handen van Nafta Polska. Het bedrijf is het enige in Polen dat zich bezighoudt met de exploratie en productie van aardolie in de Oostzee.
Het hoofdkantoor staat in Gdańsk. Olie- en gasproductie wordt uitgevoerd met drie productieplatforms: Petrobaltic, Baltic Beta en Jacket.

## Graf Zeppelin
Op 12 juli 2006 ontdekte een schip dat voor de Petrobaltic werkte een 265 meter lang wrak vlak bij de haven van Łeba (volgens een bericht van de BBC 55 km noord van Władysławowo) waarvan zij dachten dat het waarschijnlijk de Graf Zeppelin was. Op 26 juli 2006 ging de bemanning van het onderzoeksschip ORP Arctowski van de Poolse marine het wrak in om de identiteit te bevestigen. De dag daarop bevestigde de Poolse marine dat het wrak inderdaad de Graf Zeppelin was. Het wrak ligt 80 meter onder de waterspiegel.